# Флорилегији
Флорилегији су средњовековни зборници који садрже кратке изреке, у облику моно-стихова, обично из дела грчких мислилаца (Аристотела, Демостена, Протагоре и др.), као и хришћанских писаца. 
Често су се узимају и пригодне изреке из белетристичких дела (Александрида, Стефанит и Ихнилат). Старозаветни текстови такође представљају богат извор сентенци, нарочито Приче Соломонове и Књига проповедникова. 
Посебан тип флорилегија представља зборник стихова који се приписују античком песнику Менандру (Изреке Менандрове, Мудрост Менандрова). Избор Менандрових стихова који су укључени у такве зборнике приписивао се Григорију Богослову, па се они могу наћи и под његовим именом. Словенски преводиоци су често веома слободно приступали оригиналном тексту, па су га прерађивали у хришћанском духу. И овде се грађа групише тематски, а теме су веома разноврсне: прослављање уздржаности, разума, приљежности, осуда превртљиваца и лажљиваца, сентенце које се тичу породичног живота, осуда женске злобе итд. 
Није поуздано утврђено када су овакви зборници преведени на старословенски језик. Ватрослав Јагић је претпоставио да је превод начињен у XIII веку, на јужнословенском терену. Један од најстаријих познатих словенских зборника оваквог садржаја је српски пергаментни рукопис из XIV века. 